# Knicklenker (Fahrrad)

Rahmengeometrie von Knicklenkern

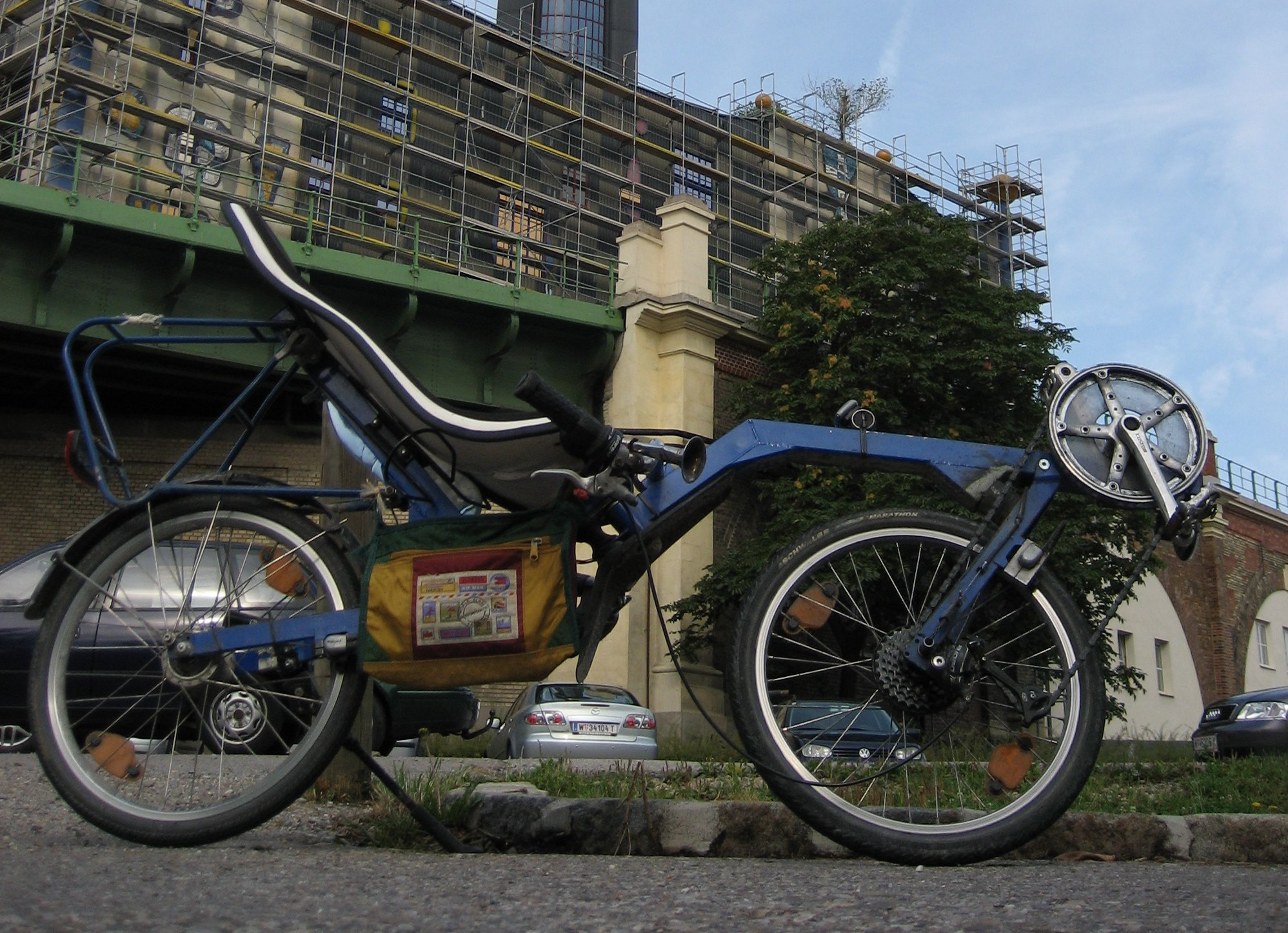
Knicklenker: Flevobike

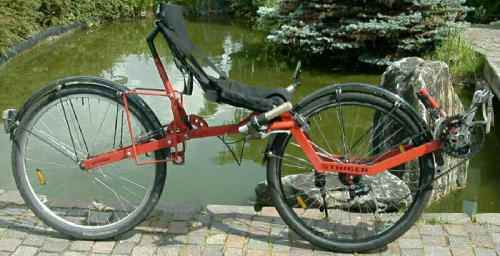
Knicklenker: Airbike

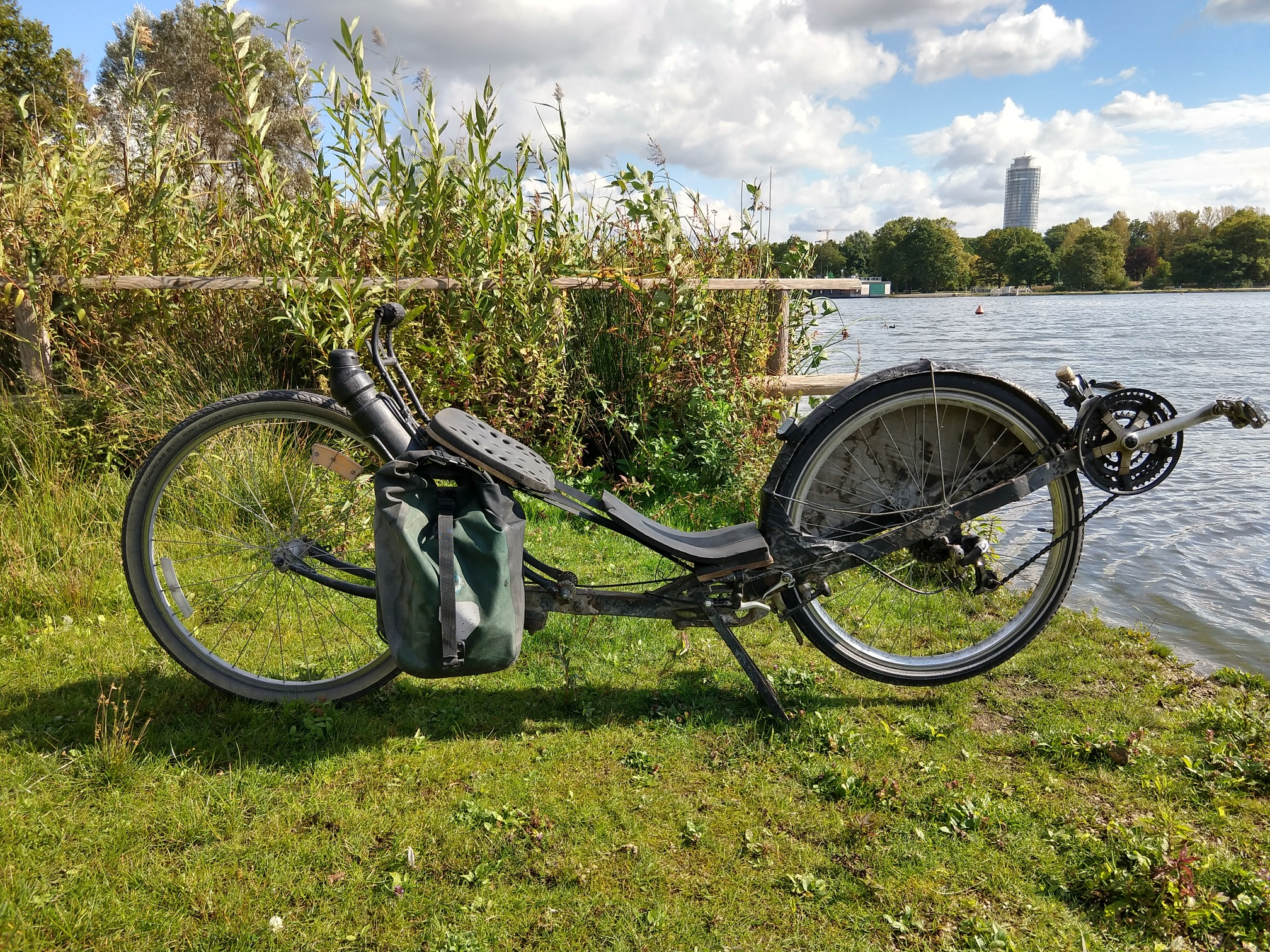
Knicklenker: Python

Knicklenker ist eine Bauweise von Fahrrädern mit Knicklenkung, die vor allem bei Kurzliegerädern vorkommt. Es handelt sich meist um ein Zweirad mit Frontantrieb, bei dem das Steuerlager unter dem Sitz liegt und das Tretlager beim Lenken mitschwenkt.
Das Fahren dieser Räder muss erlernt werden, da sich das Lenken grundsätzlich von dem herkömmlicher Fahrräder unterscheidet. Gelenkt wird nicht mit den Armen und einem konventionellen Fahrradlenker, sondern eher durch Gewichtsverlagerung und mit seitlichen Bewegungen aus der Hüfte. Liegeräder mit Knicklenkung haben dadurch den Vorteil, dass sie völlig freihändig fahrbar sind.

## Geschichte
Wim van Wijnen hatte mit seinem ChaCha-Bike (Charming Chair-Bike) ein Liegerad mit Frontantrieb und Knicklenkung gebaut, das Johan Vrielink weiterentwickelte (Änderungen des Rahmens, kleinere Räder für die Federung).
Nach etlichen Verbesserungen begann im Frühjahr 1988 die Serienproduktion, die bis 2006 lief. Im April 1989 wurde dann die Firma Flevobike (benannt nach der niederländischen Provinz Flevoland) gegründet, die rasch wuchs. Neben dem zweirädrigen Flevo-Bike entwickelten sie auch ein dreirädriges Flevo-Trike. Die wohl bekanntesten Vertreter von Knicklenkern sind neben Johan Vrielinks Flevobike (Niederlande 1986) das Airbike von Uwe Schmidt (Deutschland 1993) und das Python von Jürgen Mages (Deutschland 2003). Das Snaix-Bike ist die Realisation des Knicklenker-Prinzips bei einem aufrechten Fahrrad, während das Super-Bike dieses Prinzip in der Handbike-Version umsetzt. Weiterentwicklungen dieser Konzepte insbesondere für die Radgeometrie wurden für Friedrich Grimm 1999 patentiert.